# Kogotus
Kogotus is een geslacht van steenvliegen uit de familie Perlodidae. De wetenschappelijke naam van het geslacht is voor het eerst geldig gepubliceerd in 1952 door Ricker.

## Soorten
Kogotus omvat de volgende soorten:
- Kogotus modestus (Banks, 1908)
- Kogotus nonus (Needham & Claassen, 1925)
- Kogotus tiunovi Teslenko & Zhiltzova, 1993